# Carolus Adrianus Johannes Kreutz
Carolus (Karel) Adrianus Johannes Kreutz es un orquideólogo, profesor y botánico neerlandés.

## Algunas publicaciones
- carolus a.j. Kreutz. 2012. Pomologia: Nei Paesi Bassi / Germania / Francia / Inghilterra Ed Altre Regioni. Editor Congedo, 172 pp. ISBN 8896483026
- ------------------------------. 2004. Catalogue of European Orchids. Kreutz Publishers
- ------------------------------. 1995. Orobanche. Die Sommerwurzarten Europas. 1.160 pp.
- ------------------------------. 1992. Orchideeën in Zuid-Limburg. Zutphen
- ------------------------------. 1987. De verspreiding van de inheemse orchideeën in Nederland. Zutphen. 257 pp.

## Eponimia
- (Orchidaceae) Ophrys kreutzii W.Hahn, R.Wegener & J.Mast[1]
- (Orchidaceae) Ophrys × kreutziana P.Delforge[2]